# Missouri
 Ovo je glavno značenje pojma Missouri. Za druga značenja pogledajte Missouri (razdvojba).
Missouri (Ime dolazi po plemenu Missouri čije ime u prijevodu znači narod veliko kanua, savezna država u središnjem dijelu SAD. Površina 180 516 km², broj stanovnika 4.920.000 (15% Crnci). Glavni grad Jefferson City, a najveći Kansas City (broj stanovnika oko 450.000, a s predgrađima oko 2,3 milijuna). Industrijsko-poljoprivredna država. Glavne industrijske grane: Elektrotehnička, kemijska, kožna, prehrambena, tekstilna, drvna industrija. Također su razvijena proizvodnja prometnih sredstava, strojeva, celuloze, papira i dr. Rudno blago: Olovo, cink, željezo, kameni ugljen i dr. Sjeverno od rijeke Missouri: Plodne ravnice, prerije. Na jugu reljef brdovit. Klima kontinentalna. Glavni poljoprivredni artikli: Soja, kukuruz, pšenica, pamuk, i dr. Stočarstvo veoma razvijeno: goveda 5,4 mil., svinje 4,6 mil., ovce i dr. Razvijen turizam. Savezna država od 1821.

## Okruzi (Counties)
Missouri se sastoji od 114 okruga (counties)